# 港家小そめ
港家 小そめ（みなとや こそめ、11月2日 - ）は、チンドン屋・浪曲師である。日本浪曲協会理事。

## 来歴
埼玉県出身。女子美術短大卒業後、チンドン屋の二代目瀧廼家五郎八に弟子入り。1997年に独立し、「ちんどん月島宣伝社」を開業した。
2013年、浪曲師の五代目港家小柳に2番弟子として入門。2014年に初舞台を踏む。
2018年5月、師匠の小柳が死去。小柳の曲師を務めていた玉川祐子の預かり弟子となる。
2019年6月に木馬亭で名披露目興行を行った。
2024年4月、日本浪曲協会理事就任。

## 人物
- チンドン屋業界では数少ない女性の親方である[4]。
- 師匠の小柳は名古屋在住であったため、東京での仕事の際に泊まっていた玉川祐子の家で稽古を付けてもらっていた[5]。
- 2020年、チンドン屋でアルトサックスを担当する[6]夫の博喜が沢村豊子に入門。沢村博喜として曲師を務める[7]。

## 出演
映画
- 絶唱浪曲ストーリー（2023年、川上アチカ監督）[8]